# Labiodentalni nazal
Labiodentalni nazal glas je koji postoji u mnogim jezicima, a u međunarodnoj fonetskoj abecedi za nj se rabi simbol [ɱ].
Glas postoji u mnogim jezicima, ali uglavnom kao alofon glasova /m/ i /n/ pred labiodentalima poput glasova [f] i [v]. Takva je situacija i u hrvatskome gdje se pojavljuje u riječima poput tramvaj [trǎɱʋaj] ili informacija [iɱformǎːt͡sija]. U jeziku angami pojavljuje se kao alofon glasa /m/ pred šva, a u jeziku ndrumbea kao alofon glasa /v/ pred nazalnim samoglasnicima.
Kao fonem pojavljuje se u jeziku kukuya.
Karakteristike su:
- po načinu tvorbe jest nazal
- po mjestu tvorbe jest labiodentalni suglasnik
- po zvučnosti jest zvučan.